# Cordia incognita
Cordia incognita är en strävbladig växtart som beskrevs av Gottschling och J.S.Mill.. Cordia incognita ingår i släktet Cordia, och familjen strävbladiga växter. Inga underarter finns listade i Catalogue of Life.